# Adam Barton
Adam James Barton (ur. 7 stycznia 1991 w Blackburn) – irlandzki piłkarz występujący na pozycji pomocnika. Zawodnik klubu Curzon Ashton.

## Kariera klubowa
Barton zawodową karierę rozpoczynał w 2009 roku w angielskim klubie Preston North End z Championship. Przed debiutem w jego barwach, we wrześniu 2009, został wypożyczony do ekipy Crawley Town z Conference National. W październiku 2009 wrócił do Prestonu. W Championship zadebiutował 10 kwietnia 2010 w wygranym 3:2 pojedynku ze Scunthorpe United. Było to jednocześnie jedyne ligowe spotkanie rozegrane przez Bartona w sezonie 2009/2010 dla Prestonu. 11 września 2010 roku w przegranym 3:4 spotkaniu z Burnley strzelił pierwszego gola w Championship. W sezonie 2010/2011 wraz z zespołem spadł do League One.
W 2012 roku Barton przeszedł do Coventry City, także grającego w League One. W 2014 roku był wypożyczony do Fleetwood Town z League Two, jednak nie zagrał tam w żadnym meczu. Następnie wrócił do Coventry, gdzie spędził jeszcze sezon 2014/2015.
W 2015 roku odszedł do Portsmouth z League Two. Po roku przeniósł się do szkockiego Partick Thistle, występującego w rozgrywkach Scottish Premiership. W lidze tej zadebiutował 24 września 2016 w zremisowanym 1:1 spotkaniu z Motherwell. Barwy Partick Thistle Barton reprezentował przez dwa sezony. Następnie odszedł do Dundee United ze Scottish Championship.

## Kariera reprezentacyjna
17 listopada 2010 roku w zremisowanym 1:1 towarzyskim meczu z Marokiem Barton zadebiutował w reprezentacji Irlandii Północnej. W 2011 roku zdecydował się na grę dla Irlandii i w marcu 2011 roku zadebiutował w kadrze U-21 tego kraju. Do 2012 roku zagrał w niej 5 razy.